# ترامب ديفيدسون
ترمب ديفيدسون هو عازف جاز كندي، ولد في 26 نوفمبر 1908 في غريتر سودبوري في كندا، وتوفي بنفس المكان في 2 مايو 1978.

## وصلات خارجية
- ترامب ديفيدسون على موقع ميوزك برينز (الإنجليزية)
- ترامب ديفيدسون على موقع أول ميوزيك (الإنجليزية)
- ترامب ديفيدسون على موقع ديسكوغز (الإنجليزية)